# Diócesis de Moramanga
La diócesis de Moramanga (en latín: Dioecesis Moramangana y en francés: Diocèse de Moramanga) es una circunscripción eclesiástica latina de la Iglesia católica en Madagascar, sufragánea de la arquidiócesis de Toamasina. La diócesis tiene al obispo José Alfredo Caires de Nobrega, S.C.I. como su ordinario desde el 30 de octubre de 2000.

## Territorio y organización
La diócesis tiene 12 064 km² y extiende su jurisdicción sobre los fieles católicos de rito latino residentes en parte de la región de Alaotra-Mangoro.
La sede de la diócesis se encuentra en la ciudad de Moramanga, en donde se halla la Catedral del Sagrado Corazón de Jesús.
En 2019 en la diócesis existían 9 parroquias.

## Historia
La diócesis fue erigida el 13 de mayo de 2006 con la bula Cum esset petitum del papa Benedicto XVI, obteniendo el territorio de la diócesis de Ambatondrazaka. Originalmente era sufragánea de la arquidiócesis de Antananarivo.
El 26 de febrero de 2010 pasó a formar parte de la provincia eclesiástica de la arquidiócesis de Toamasina.

## Estadísticas
De acuerdo al Anuario Pontificio 2020 la diócesis tenía a fines de 2019 un total de 182 360 fieles bautizados.
| Año                                                                             | Población            | Población | Población      | Sacerdotes | Sacerdotes    | Sacerdotes    | Bautizados por sacerdote | Diáconos permanentes | Religiosos | Religiosos | Parroquias |
| Año                                                                             | Bautizados católicos | Total     | % de católicos | Total      | Clero secular | Clero regular | Bautizados por sacerdote | Diáconos permanentes | Varones    | Mujeres    | Parroquias |
| ------------------------------------------------------------------------------- | -------------------- | --------- | -------------- | ---------- | ------------- | ------------- | ------------------------ | -------------------- | ---------- | ---------- | ---------- |
| 2006                                                                            | 110 000              | 348 170   | 31.6           | 17         | 4             | 13            | 6470                     |                      | 18         | 67         | 3          |
| 2012                                                                            | 180 100              | 465 000   | 38.7           | 23         | 4             | 19            | 7830                     |                      | 85         | 81         | 9          |
| 2013                                                                            | 183 500              | 475 500   | 38.6           | 24         | 5             | 19            | 7645                     |                      | 76         | 78         | 9          |
| 2016                                                                            | 173 000              | 495 000   | 34.9           | 22         | 2             | 20            | 7863                     |                      | 87         | 78         | 9          |
| 2019                                                                            | 182 360              | 517 490   | 35.2           | 25         | 6             | 19            | 7294                     |                      | 87         | 80         | 9          |
| Fuente: Catholic-Hierarchy, que a su vez toma los datos del Anuario Pontificio. |                      |           |                |            |               |               |                          |                      |            |            |            |

## Episcopologio
- Gaetano Di Pierro, S.C.I. (13 de mayo de 2006-3 de marzo de 2018 nombrado obispo de Farafangana)
- Rosario Saro Vella, S.D.B., desde el 8 julio de 2019